# Modisimus pusillus
Modisimus pusillus är en spindelart som beskrevs av Willis J. Gertsch 1971. Modisimus pusillus ingår i släktet Modisimus och familjen dallerspindlar. Inga underarter finns listade i Catalogue of Life.